# Wojciech Kubalewski
Wojciech Marian Kubalewski (ur. 2 lipca 1958 w Barcinie) – polski polityk, informatyk i przedsiębiorca, w latach 2020–2022 przewodniczący Partii Zieloni (w parytecie z Małgorzatą Tracz).

## Życiorys
Absolwent II Liceum Ogólnokształcącego im. Mikołaja Kopernika w Bydgoszczy. W 1978 rozpoczął nieukończone studia z oceanografii fizycznej na Wydziale Biologii i Nauk o Ziemi Uniwersytetu Gdańskiego. Uczestniczył w podwodnych badaniach archeologicznych i przyrodniczych, został też przewodniczącym Rady Wydziałowej Socjalistycznego Związku Studentów Polskich.
W 1981 wyjechał do Austrii, w której mieszkał przez kolejne 20 lat. Od 1983 studiował informatykę na Uniwersytecie Technicznym w Wiedniu. Pracował w przedsiębiorstwach informatycznych; w 2001 przeniósł się do Polski i przez 16 lat prowadził dla zagranicznego przedsiębiorcy spółkę siostrzaną w tej branży. Później zatrudniony m.in. jako doradca klienta.
W 2015 wstąpił do Partii Zieloni. Został współprzewodniczącym warszawskiego koła ugrupowania razem z Urszulą Zielińską. W 2018 ubiegał się o mandat radnego sejmiku mazowieckiego (otrzymał 1607 głosów). W 2019 kandydował do Parlamentu Europejskiego z listy Koalicji Europejskiej w okręgu nr 5 (zdobył 926 głosów). 18 stycznia 2020 został wybrany na przewodniczącego Partii Zieloni (razem z Małgorzatą Tracz), zajmował to stanowisko do 15 stycznia 2022.

## Życie prywatne
Dwukrotnie żonaty, ma córkę. W czasie pobytu za granicą uzyskał austriackie obywatelstwo.